# Monastère des Ursulines de Laval
Pour les articles homonymes, voir Couvent des Ursulines.
Le monastère des Ursulines de Laval est un monastère d'Ursulines situé à Laval, créé au XVIIe siècle. Le couvent de Laval donna naissance à plusieurs autres monastères : Château-Gontier, Thouars, Dinan, Vitré.

## Saint-Vénérand

### L'Armurerie
A l'extrémité du cimetière de Saint-Vénérand, sur le bord de la rue Sainte-Anne, se trouvait une maison dite de l'Armurerie donnée depuis peu pour servir de Petit Séminaire. Cette maison appartenait alors à la confrérie du Saint-Sacrement, érigée dans l'église de Saint-Vénérand. La maison était dirigée par Guillaume Riviers.

### Hauterive
Les habitants de la paroisse de Saint-Vénérand adressèrent une supplique à René du Bellay, seigneur d'Hauterives, chevalier de l'ordre du roi, lieutenant pour sa Majesté au gouvernement du Maine, en l'absence de Henri de Lavardin  pour qu'il voulût bien exempter cette maison des droits dont elle était chargée envers lui par son fief de Chanteloup. René du Bellay, accordant aux habitants leur demande, exempta les maison, cour et jardin de tous droits à son égard.

### Installation
Le 27 avril 1616, les membres de la confrérie du Saint-Sacrement, font à Françoise de la Croix, des lieux, maisons, cours et jardins appelés le Séminaire de la Confrérie, exploités par Guillaume Riviers pour leur servir de couvent et maison religieuse selon la règle de l'ordre.
Le même jour le sieur Beauvais, prêtre, accompagné de maître Croissant, notaire, se rendent aux lieux cédés et en prennent possession. Jean Pellier, prêtre, prieur-curé de Saint-Vénérand et Saint-Melaine, Jehan Sergeul, sieur de la Brochardière, bâtonnier de la confrérie du Saint-Sacrement, Me Guillaume Riviers, l'un des fondateurs de la confrérie, Jean Saibouez, aussi fondateur et bâtonnier, Michel Paumard, bâtonnier, Jean Journée également fondateur et bâtonnier, adressèrent une requête à monseigneur François de Sourdis, archevêque de Bordeaux, en 1616, pour le prier de permettre à six religieuses Ursulines de cette ville de venir à Laval afin d'y fonder un monastère de leur ordre.

## Arrivée à Laval

### Origine: Bordeaux
Le 28 juin 1616, arrivent à Laval 6 religieuses ursulines envoyées par l'archevêque de Bordeaux François de Sourdis, le 16 du même mois. Elles ont l'intention de fonder une maison de leur congrégation, et en ont obtenu la permission de l'évêque du Mans. Elles sont conduites par René de Beauvais, prêtre délégué par l'archevêque de Bordeaux. Elles prennent possession de suite du nouveau monastère. Guillaume Riviers est leur premier chapelain.
La Chronique des Ursulines, imprimée en 1673 donne quelques détails sur la fondation du monastère de Laval.

### L'Armurerie
Les Ursulines s'établissent à l'Armurerie et y restent pendant plusieurs années.
La maison était située non loin d'une chapelle de Saint-Jacques qui leur sert d'église, et où le Saint-Sacrement est placé le 30 juillet un mois après leur arrivée. Elles habitent longtemps cette maison qui, après leur départ est enfin appliquée à la destination indiquée par les fondateurs.

### Le projet
Il est question un moment d'établir définitivement les Ursulines dans cette maison. Le 19 novembre 1617, Jean Pellier, rassemble un conseil de paroisse, pour proposer aux habitants de céder aux religieuses le bas du cimetière. Ce terrain leur ayant été accordé, sœur Marie de Jantillau, première supérieure, et Anne Beauvais, sœur préfète, firent de suite des marchés avec un architecte, Étienne Corbineau, pour la construction d'une église et des bâtiments nécessaires pour loger la communauté naissante, et d'autres marchés avec Jehan et Denis Crosnier, de Laval, pour la fourniture de tuffeaux de toutes dimensions et ardoises pour la construction de ces édifices, suivant qu'il leur en sera donné avis par l'architecte, de manière à n'en laisser jamais chômer pendant les constructions.
Le projet n'a pas de suite, sans doute parce que le local ne pouvait convenir à une communauté en règle. Néanmoins, les Ursulines admirent de nombreuses novices et une d'elles, nommée Jeanne de la Porte meurt le 19 mars 1618, et est enterrée dans la chapelle Saint-Jacques.

## La maison de la Croix Blanche
Les Ursulines devaient s'occuper de l'enseignement des jeunes filles de la classe pauvre, qui est le but même de leur institut.
Les religieuses tournèrent leurs vues d'un autre côté de la ville, et y firent choix d'un terrain nommé L'Hôtellerie de La Croix-Blanche. En 1620, ces religieuses se déterminèrent à aller s'établir ailleurs. Elles achetèrent un terrain dépendant de la closerie de la Valette, encore existante à l'entrée de la route de Craon. Elles en prirent solennellement possession par la plantation de la croix, le 24 mai 1620
Dans le terrain acheté par les Ursulines  se trouvait une auberge qui avait pour enseigne la Croix Blanche. De là pendant quelque temps on prit l'habitude d'appeler le nouveau couvent, la maison de la Croix Blanche. Les Ursulines achetèrent encore, en 1620 un jardin continu appartenant à Pierre Nyot, sieur des Rames, marchand. Tous ces terrains sont dits « situés près le pavé neuf de la ville de Laval et le chemin qui conduictde la porte de Beucheresse au Gué-d'Orgé. ». En 1626, elles achètent encore, pour s'agrandir.

## Construction
L'église fut dédiée à Sainte Hélène. On se mit tout de suite à l'œuvre. Des marchés avaient été passés dès l'année 1617 avec Étienne Corbineau, maitre architecte à Laval.
Il est chargé de la construction de l'église, des bâtiments, cloître, dortoir et réfectoire, ainsi que de la clôture des jardins. Bernard Venloo, sculpteur, eut 9 livres pour la façon d'une figure placée au grand autel et 12 livres pour avoir sculpté une statue de Sainte-Hélène que l'on plaça au portail de l'église. Pendant le cours des constructions, les Ursulines étendent leur enclos par l'acquisition de divers terrains contigus.
Le couvent des Ursulines fut construit par Étienne Corbineau entre 1620 et 1626. En 1627, Maître Lair, grand vicaire official du diocèse du Mans, revêtu d'un 1 aube, Les conduisit, portant le Saint-Sacrement.

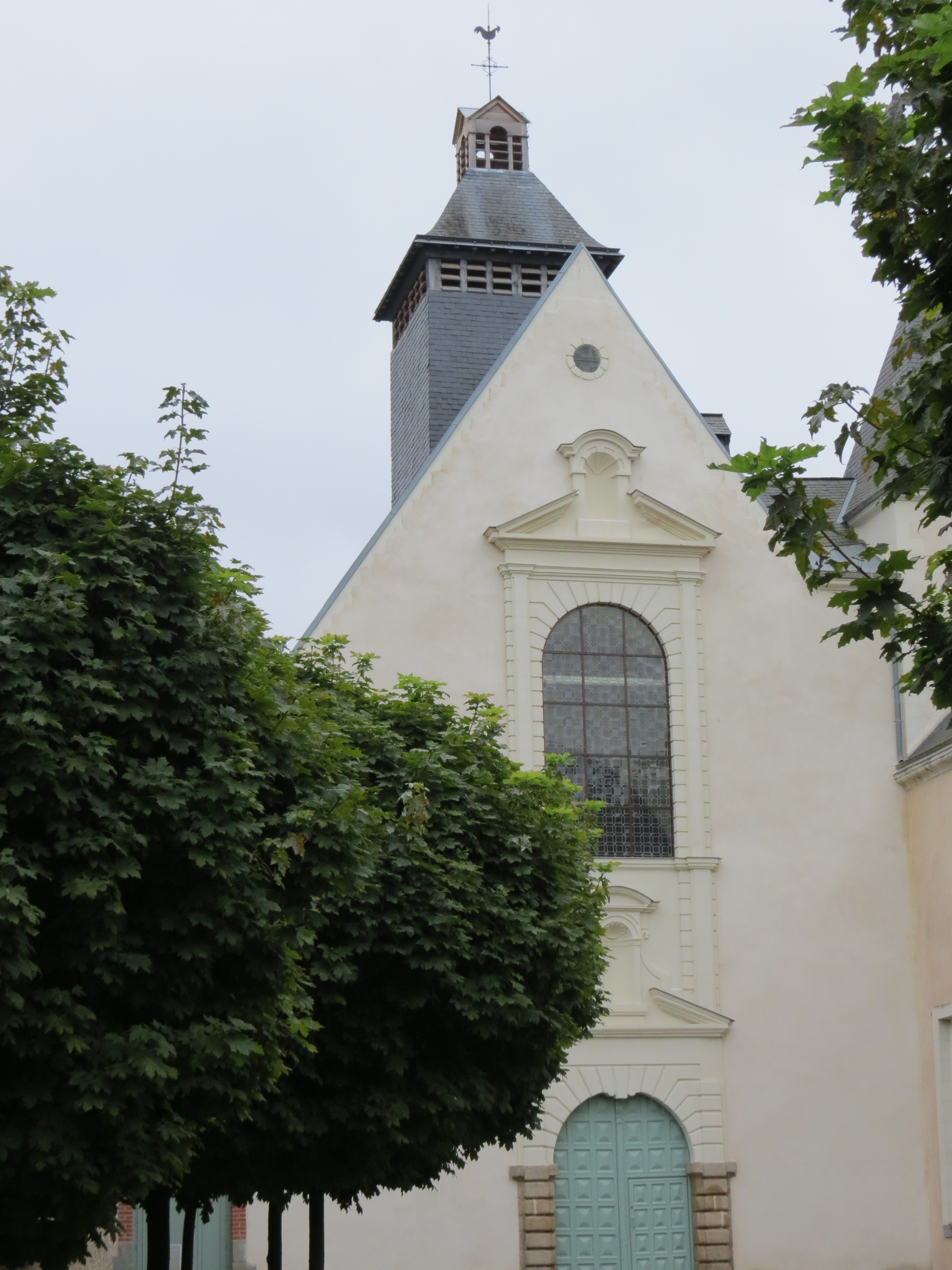
L'ancienne chapelle des Ursulines.
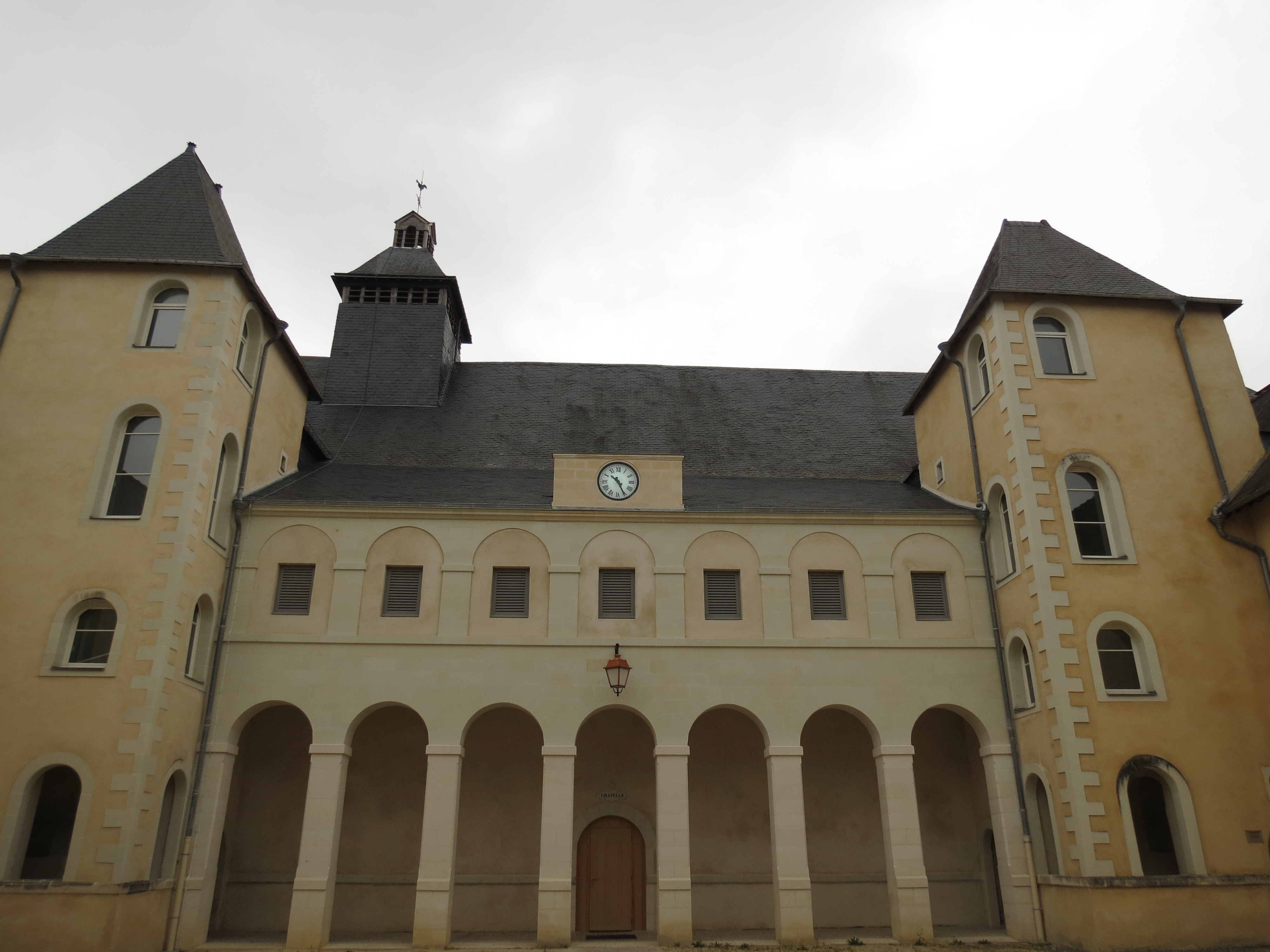
L'ancienne chapelle des Ursulines.
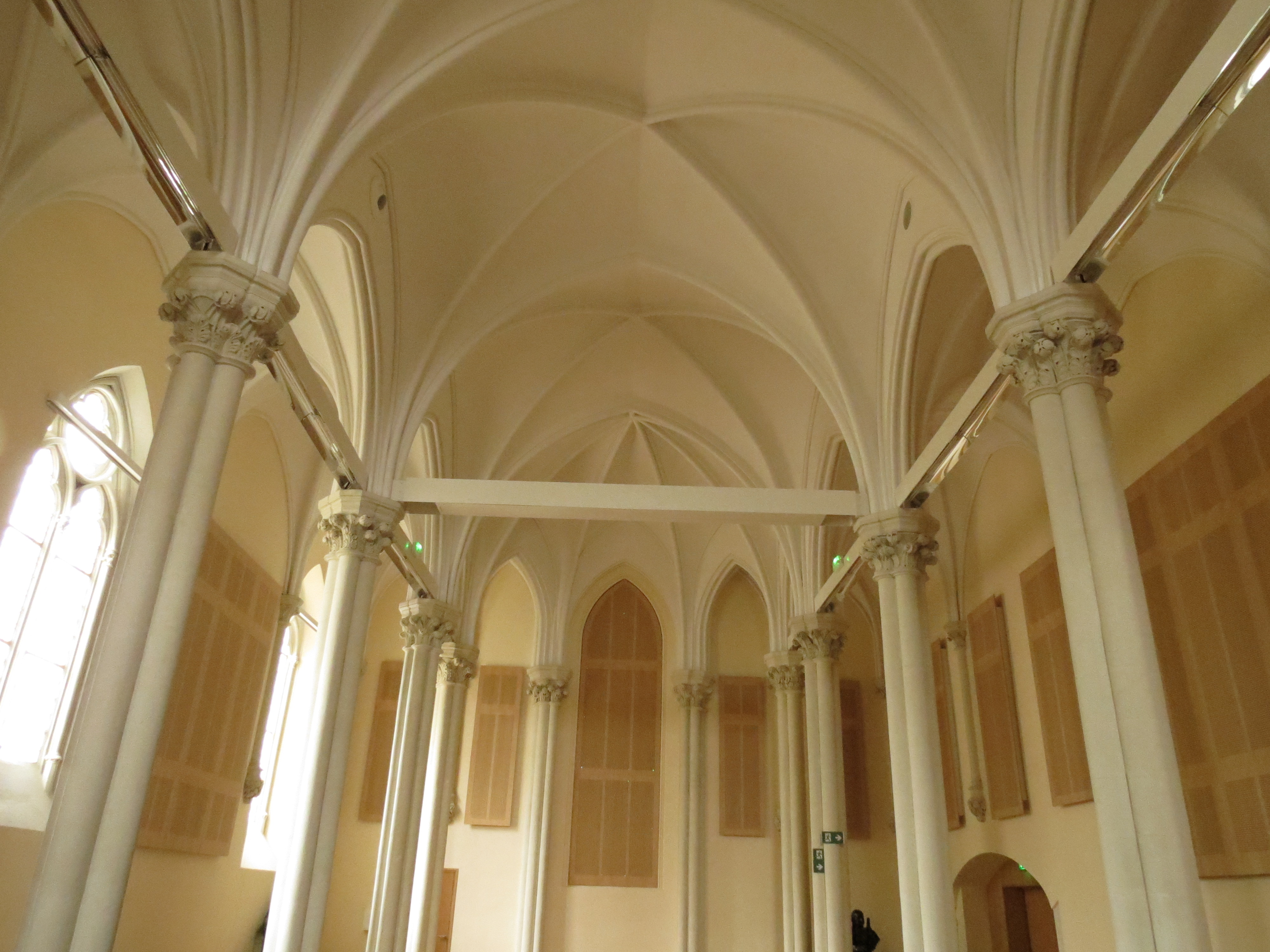
L'ancienne chapelle des Ursulines.

La grande galerie du Palais Saint-Georges à Rennes qui donne sur le jardin vers la Vilaine est très similaire au cloître du Monastère des Ursulines de Laval.

## Extension
En 1621, la mère Louise Guays, dite de Jésus, originaire de Laval, alla fonder le Monastère des Ursulines de Tréguier ; en 1635 elle y recevait comme novice une de ses compatriotes, Renée Martin.
Le monastère de Laval donnait naissance en 1630 au Monastère des Ursulines de Château-Gontier, et en 1632 à celui du Monastère des Ursulines de Thouars.
L'évêque du Mans, Philibert Emmanuel de Beaumanoir de Lavardin, convoque en 1661 la communauté pour en obtenir une soumission aux lettres du Saint-Siège, condamnant les cinq propositions de Jansénius.
En 1679, quatre religieuses de Laval allèrent fonder le Monastère des Ursulines de Vitré.

## Enseignement des jeunes filles
Suivant le but de leur institution, les dames Ursulines s'occupaient de l'instruction des jeunes filles. Elles tenaient un pensionnat. La grandeur de la maison et l'étendue de leur enclos y attiraient un grand nombre de pensionnaires. On recevait aussi des personnes âgées,peu aisées, qui trouvaient dans cette maison une retraite honnête et une vie peu dispendieuse. Le pensionnat était séparé de la maison conventuelle. Il est d'abord florissant, mais son audience baisse vers la fin du XVIIIe siècle, parce qu'on ne trouva plus que l'éducation fût assez florissante. On voit qu'il y avait à l'époque où il a été rédigé 50 religieuses Ursulines, et qu'elles avaient environ 6000 livres de revenus, partie en fonds de terre, partie en rentes constituées.

## Discorde
En 1673 et 1699, la discorde régnait au monastère de Laval ; pour ramener la paix dans cette maison « divisée», l'évèque du Mans, du consentement des religieuses, jugea convenable de leur envoyer une supérieure prise dans un autre monastère. L'archevêque de Paris, chargé de cette mission, fit choix d'Anne de Bragelongne installée comme supérieure de Laval au mois d'août 1699.
L'esprit de discorde reparaît encore en 1717. Antoine de la Ville, chargé par l'évêque de visiter le monastère de Laval, y arrive le 7 janvier 1717 ; il interrogea les religieuses, chacune en particulier, et promulgua un règlement qui fut approuvé par l'autorité diocésaine, le 20 mars suivant,. Cette réforme était demandée par la majorité des religieuses. Le 22 septembre 1717, M. de la Ville se trouvait de nouveau au monastère de Laval ; il y présidait à l'élection d'une nouvelle supérieure, qui fut Anne Frin. Le 24 septembre 1718, le monastère reçut la visite de l'évêque du Mans.

## Révolution française
En 1790, les Ursulines font la déclaration de tous les biens qu'elles possèdent tant en meubles qu'en immeubles. Elles déclarent posséder en propriétés rurales un revenu de 4198 livres et en rentes foncières 851 livres, ce qui fait un total de 5049 livres de revenu.
Leur nombre avait bien diminué à l'époque de la Révolution française, car lorsqu'elles furent expulsées de cette maison, en septembre 1792, il n'y avait plus que 20 religieuses, et six sœurs converses. Il est vrai que depuis 2 ans, elles ne pouvaient plus recevoir de novices.
Quand on eut établi à Laval un évêque constitutionnel Noël-Gabriel-Luce Villar, ses partisans voulurent lui procurer un logement convenable, et un local pour son séminaire. Ils convoitaient le couvent des Ursulines qui, avec le pensionnat eût parfaitement convenu pour cette double destination, mais les lois en vigueur permettaient aux religieuses de conserver leurs maisons
Le dimanche, 10 juillet 1791, un rassemblement se porta de grand matin aux Ursulines, ouvrit la porte de force et s'introduisit dans la maison, que les religieuses furent forcées d'évacuer pour se rendre chez les Bénédictines. Villar arriva aux Bénédictines presque en même temps que les religieuses chassées de leur couvent.
Le corps municipal, le lendemain de l'émeute, vint prendre les religieuses pour les reconduire dans leur maison, où pendant quinze mois encore, il leur fut permis de rester, en leur défendant de continuer l'instruction qu'elles donnaient aux enfants et en faisant fermer l'externat. On s'empara de leur église qui fut d'abord le lieu où se réunit le club ou société populaire, ensuite employée à d'autres usages. On laissa aux dames le chœur intérieur dans lequel elles établirent un autel. Le collège fut définitivement installé dans le couvent des Ursulines le 29 septembre 1792.

## Enseignement
Le bâtiment des Ursulines fut bientôt après donné au collège de Laval, qui deviendra en partie, après de nombreuses évolutions au XXe siècle le Lycée Ambroise Paré.